# Marie-July Jahenny
Marie-Julie Jahenny (Coyault, Blain (Loire-Atlantique), 1850. február 12. – La Fraudais, Blain, Loire-Atlantique, 1941. március 4.) La Fraudais misztikusa és stigmatizáltja.
Egy kis faluban született Bretagne-ban (Franciaország nyugati részén), Blainben, nagy parasztcsaládban, Charles Jahenny és Marie Boya Jahenny gyermekeként. Nevének breton kiejtése: [maˈʁiː ʒyˈliː ʒaɛˈniː].
Húszas évei elején belépett a Ferences Világi Harmadrendbe. Élete során több Szűz Mária- és Jézus Krisztus-jelenésről számolt be, amelyek révén próféciákat kapott a világ végéről, a nép bűneinek büntetéséről, Párizs polgárháború általi elpusztításáról, a sötétség három napjáról és az Antikrisztus eljöveteléről.
Huszonhárom éves korától haláláig viselte a stigmákat. Szemtanúk tanúsága szerint csodás szentáldozást, böjtölési időszakokat élt át, amikor több éven át nem élt más táplálékon, csak az eucharisztián, természetfeletti támadásokat szenvedett az ördögtől, valamint rendelkezett a prófécia és a csodatevés adottságával.
Marie-Julie számos büntetést jósolt a bűnökért, amelyek először Franciaországra fognak lesújtani, majd elterjednek a világ többi részére. Ezek közé tartoztak: földrengések, viharok okozta példátlan pusztítás, sikertelen aratások, ismeretlen járványok, amelyek gyorsan terjednének, valamint az ellenük való gyógymódok, "véres eső", amely hét héten keresztül esne, polgárháború Franciaországban, a katolikus egyház üldözése az összes templom és vallási hely teljes bezárásával, a keresztények üldözése és lemészárlása, Párizs pusztulása, a sötétség kétnapos időszaka, amely körülbelül egy hónappal a sötétség három napja előtt jönne.
Házát a nevét viselő szentéllyé alakították át Blainban, Nantes közelében, ahol a temetőben van eltemetve.

## Fordítás
Ez a szócikk részben vagy egészben  a   Marie Julie Jahenny című angol Wikipédia-szócikk ezen változatának fordításán alapul.  Az eredeti cikk szerkesztőit annak laptörténete sorolja fel. Ez a jelzés csupán a megfogalmazás eredetét és a szerzői jogokat jelzi, nem szolgál a cikkben szereplő információk forrásmegjelöléseként.